# 大阪市立大和田小学校
大阪市立大和田小学校（おおさかしりつ おおわだしょうがっこう）は、大阪府大阪市西淀川区にある公立小学校。
校庭には大和田城の石碑が設置されている。

## 沿革

### 学校の創立
明治時代初期の学制発布により、当時の西成郡大和田村（町村制施行で千船村、のち千船町）に設置された西成郡第六大区第五小区第七番小学校が学校の起源となっている。
また大野村（町村制施行で千船村）には明治時代初期、第五番大野小学校が設置されている。大野村の第五番小学校は1885年、大和田小学校と合併して大和田校の分教場となった。大野分教場は1888年に廃止されている。
1887年に西成郡大和田尋常小学校となった。一時期簡易小学校に改編されたが、その後尋常小学校に再改編されている。1910年には千船村大字大和田字東川端（現在地）に移転している。1919年には高等科を併設した。
1927年には、明治神宮球場で開催された第8回全国少年野球優勝大会に尋常科チームが出場し全国準優勝の成績を残した。

### 学校の分離
児童数の増加に伴い、大和田尋常高等小学校から分離させる形で、1932年1月に大阪市大和田第二尋常小学校が開校した。さらに大和田第二小学校開校直後の1932年3月には、大和田小学校の高等科を大和田第二小学校へと移管させた。
大和田第二小学校の開校に伴い、大阪市大和田尋常高等小学校は大阪市大和田第一尋常小学校へと改称している。
また1940年には大和田第一尋常小学校より分離し、千船尋常小学校が開校した。

### 国民学校時代
国民学校令により1941年4月1日付で、大阪市大和田第一尋常小学校は大阪市大和田東国民学校へと改称されている。また大和田第二尋常高等小学校は大阪市大和田西国民学校、大阪市千船尋常小学校は大阪市千船国民学校へ改称した。
太平洋戦争の戦局悪化に伴い、1944年に3年生以上の児童を対象に学童集団疎開が実施された。疎開先は各行政区ごとに割り当てられ、西淀川区の国民学校には香川県および徳島県への疎開が指定された。大和田東国民学校は香川県大川郡長尾町・石田村・大川村（いずれも現在のさぬき市）へ集団疎開をおこなっている。また大和田西国民学校は徳島県板野郡板東町（現在の鳴門市）・板西町（現代の板野町）、千船国民学校は香川県大川郡津田町（現在のさぬき市）へと集団疎開をおこなった。
また1945年には戦局がさらに悪化したため、集団疎開の対象を1・2年生および1945年度3年生にも広げ、第二次集団疎開が実施されることになった。米軍の攻撃が激しくなり、米軍は瀬戸内海に多数の機雷を敷設していたもと、大阪から瀬戸内海を渡って四国に行くのは危険な状況になっていた。そのため第二次疎開対象者については、疎開実務を西区・本田国民学校（現在の大阪市立本田小学校）に委託する形で、児童と教職員を本田校に書類上転籍させて島根県への集団疎開をおこなった。
1945年6月15日の第四次大阪大空襲では、西淀川区にも大きな被害を及ぼしている。千船国民学校の校舎は全焼し、大和田東・大和田西の両校の校舎も被害を受けている。

### 学校の再統合

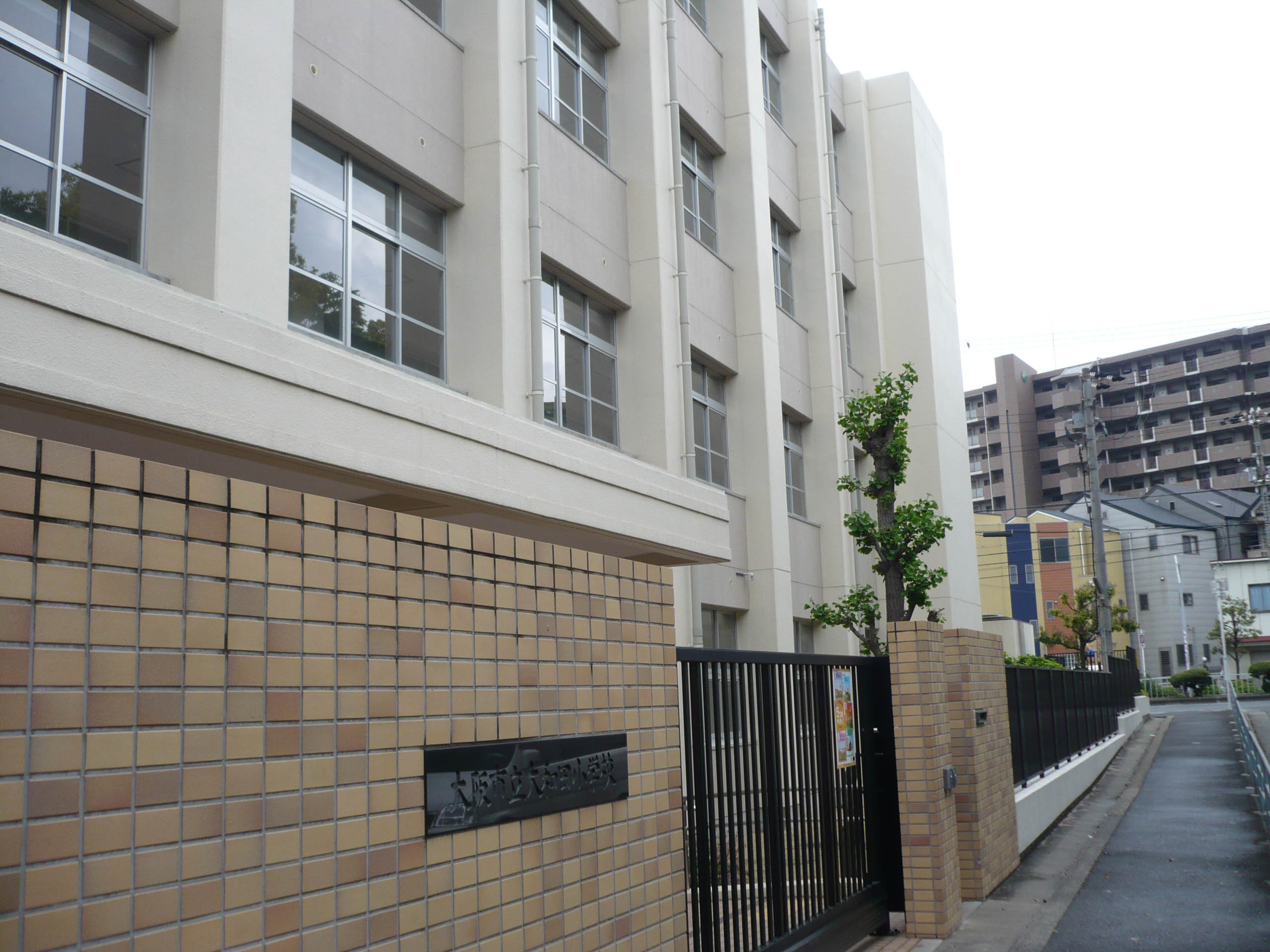
大阪市立大和田小学校の裏門

1945年3月には大和田西国民学校を高等科単独の学校へと改編することになった。これに伴い、従来の大和田西国民学校の初等科を大和田東国民学校へと統合している。なお大和田西国民学校は1947年の学制改革で廃校となり、跡地は学制改革に伴って新設された新制大阪市立西淀川第一中学校（現在の大阪市立淀中学校）へと転用された。
また戦災の影響で、終戦直後の1946年には千船国民学校が休校（のち正式に廃校）となり、大和田東国民学校へと統合している。

### 学制改革以後
かつて大和田小学校より分離した2小学校を再統合する形で、戦後の学校教育が再開された。1947年の学制改革では、大阪市立大和田東小学校へと改称した。
1950年9月にはジェーン台風により、校舎が床上浸水する被害を受けた。また1961年には第二室戸台風により、校舎が約1.9メートル床上浸水する被害を受けた。
1950年11月には校地が拡張されている。校地拡張の対象地には民家があったが、住民の立ち退きに伴う代替地として、旧千船国民学校跡（現在の西淀川区大和田3丁目付近）を提供している。
1967年には校名変更が実施され、現在の校名・大阪市立大和田小学校となった。
1960年代後半より西淀川区での公害問題（大気汚染問題）が深刻化し、1969年には大阪府・大阪市の両教育委員会より公害対策校に指定され、1970年には校舎に空気清浄機が設置された。

### 年表
- 1874年（明治7年）6月15日 - 西成郡第六大区第五小区第七番小学校として開校。
- 1885年（明治12年）6月17日 - 西成郡大和田小学校に改称。
- 1887年（明治20年）4月1日 - 西成郡大和田尋常小学校に改称。
- 1888年（明治21年）4月1日 - 西成郡大和田簡易小学校に改称。
- 1893年（明治26年）4月1日 - 西成郡大和田尋常小学校に改称。
- 1910年（明治43年）1月11日 - 現在地に移転。
- 1919年（大正8年）4月1日 - 高等科を併設。西成郡大和田尋常高等小学校に改称。
- 1925年（大正14年）4月1日 - 千船町が大阪市に編入されたことに伴い、大阪市大和田尋常高等小学校に改称。
- 1932年（昭和7年）1月13日 - 大阪市大和田第二尋常小学校（のちの大和田西国民学校）を分離。
- 1932年（昭和7年）3月3日 - 高等科を大和田第二校に移管。これに伴い大阪市大和田第一尋常小学校に改称。
- 1934年（昭和9年）9月21日 - 室戸台風による暴風で木造校舎が倒壊する被害[1]。
- 1940年（昭和15年）7月10日 - 大阪市千船尋常小学校（のち大阪市千船国民学校）を分離。
- 1941年（昭和16年）4月1日 - 国民学校令により、大阪市大和田東国民学校に改称。
- 1944年（昭和19年） - 香川県へ集団疎開。
- 1945年（昭和20年）3月 - 大和田西国民学校の初等科を合併（大和田西校は高等科単独校へ改編）。
- 1945年（昭和20年）6月15日 - 空襲により校舎焼失。
- 1946年（昭和21年）4月1日 - 千船国民学校を合併。
- 1947年4月1日 - 学制改革により、大阪市立大和田東小学校に改称。
- 1950年（昭和25年）9月3日 - ジェーン台風で校舎浸水被害。
- 1950年（昭和25年）11月 - 校地を拡張。
- 1961年（昭和36年）9月16日 - 第2室戸台風により、校舎床上浸水の被害。
- 1962年（昭和37年）2月26日 - 校舎火災により1教室焼失。
- 1962年3月31日 - 校舎の水害復旧工事が完了。
- 1967年（昭和42年）4月1日 - 大阪市立大和田小学校に改称。
- 1969年（昭和44年）4月17日 - 大阪府教育委員会・大阪市教育委員会から、公害対策の研究校として指定を受ける（1971年度までの3年間）。
- 1970年（昭和45年）4月 - 大気汚染対策として、校舎に空気清浄装置を設置。

## 通学区域
- 大阪市西淀川区 大和田1丁目-6丁目、大野1丁目-3丁目、百島1丁目-2丁目。

卒業生は大阪市立淀中学校に進学する。

## 交通
- 阪神本線 千船駅 南へ約1km。
- 阪神なんば線 福駅 北東へ約1km。
- 阪神なんば線 出来島駅 南東へ約1km。
- JR東西線 御幣島駅 南西へ約1.3km。
- 大阪シティバス 大和田4丁目バス停、大和田5丁目バス停。